# Lichmera flavicans
Lichmera flavicans là một loài chim trong họ Meliphagidae.